# Bay City (Oregon)
Bay City is een plaats (city) in de Amerikaanse staat Oregon, en valt bestuurlijk gezien onder Tillamook County.

## Demografie
Bij de volkstelling in 2000 werd het aantal inwoners vastgesteld op 1149.
In 2006 is het aantal inwoners door het United States Census Bureau geschat op 1158, een stijging van 9 (0,8%).

## Geografie
Volgens het United States Census Bureau beslaat de plaats een oppervlakte van
4,3 km², waarvan 3,3 km² land en 1,0 km² water.

## Plaatsen in de nabije omgeving
De onderstaande figuur toont nabijgelegen plaatsen in een straal van 12 km rond Bay City.